# Манчешти (Алба)
Манчешти (рум. Măncești) насеље је у Румунији у округу Алба у општини Хореа. Oпштина се налази на надморској висини од 811 m.

## Становништво
Према подацима из 2002. године у насељу је живело 76 становника, од којих су сви румунске националности.